# Johann Hoffmann (neurologue)
Pour les articles homonymes, voir Hoffmann.
Johann Hoffmann (né le 28 mars 1857 à Hahnheim et mort le 1er novembre 1919 à Heidelberg) est un neurologue allemand, à qui l’on doit la description du signe de Hoffmann ainsi que celle de la maladie de Werdnig-Hoffmann (amyotrophie spinale de type 1).
Il effectue sa scolarité à Worms et ses études de médecine à Heidelberg. Il est l'élève de Wilhelm Erb, à qui il succède à la chaire de neurologie de l'université de Heidelberg.